# Robert Gasperowicz
Robert Gasperowicz (ur. 29 grudnia 1969) – polski muzyk, kompozytor, gitarzysta i wokalista. Gasperowicz współpracował z takimi grupami muzycznymi jak: Slashing Death, Otoczenie, Mad Joy, Sweet Noise, Third Degree, Desecrator, Samo oraz Nyia.

## Wybrana dyskografia
Slashing Death
- Deathly Ceremonic (1988, demo, wydanie własne)
- Irrevocably And With No Hope (1989, demo, wydanie własne)
- Kill Me Coz I Can”t Stop (1990, demo, wydanie własne)
- Kill Me Coz I Have No Hope (1992, CD, kompilacja, Carnage Records)
- Kill Me Coz I Can't Stop/Irrevocably & With No Hope/Live at Thrash Camp (2004, CD, kompilacja, Apocalypse Productions)

Samo
- S1 (2004, Czoło)
- Plex Zero (2009, EP, Tone Industria)
- An Alternative Existence (2011, EP, Czoło)

Słonina
- Słonina (2010, EP, Czoło)